# Толна (жупанија)
Тољанска жупанија (мађ. Tolna megye) је једна од прекодунавских жупанија, налази се у јужној прекодунавској регији Мађарске. Седиште жупаније је град Сексард.
У овој жупанији се налази једини српски манастир у Мађарској - Грабовац. У жупанији Толни се налази једино место са малобројним српским становништвом - Медина.

## Положај жупаније
Жупанија Толна заузима јужни и средишњи део Мађарске и не излази на државне границе. Границе жупаније су:
- на северу: Фејерска жупанија,
- на истоку: Дунав, а преко Бач-Кишкунска жупанија,
- на југу Барањска жупанија и
- на западу Шомођска жупанија.

## Природне одлике
Рељеф: Јужни део жупаније је брдовити и пошумљен и тај предео заузимају Мечек планине (Mecsek-hegység). Остали део у средишњем делу и на северу је претежно равничарски. Најнижи део жупаније је приобаље Дунава на истоку.
Клима у Толни је умерено континентална.
Воде: Најважнији водоток је река Дунав, који је источна граница жупаније. Сви остали водотоци су мали и његове су притоке.

## Становништво
Толна је, по попису из 2011. године, имала 230.361 становника, да би по проценама из 2013. године имала још мање становника (229.942).
У жупанији, поред Мађара, нема бројнијих мањина, осим Цигана (чији је број обично већи од званичног). Немци су данас занемарљива заједница у односу на пре једног века. Срба је раније било у невеликом броју у пар насеља, распршених по источном делу жупаније. Данас сасвим мале заједнице Срба постоје у насељима Медина и Стара Нана.

## Управна подела

### Срезови у жупанији
Срезови у жупанији Толна су: 
1. Боњхадски срез, са средиштем у Боњхаду;
2. Домбоварски срез, са средиштем у Домбовару;
3. Пакски срез, са средиштем у Паксу;
4. Сексарддски срез, са средиштем у Сексарду;
5. Тамашки срез, са средиштем у Тамашима;
6. Тоњански срез, са средиштем у Толни.

### Месна самоуправа
Жупанија Толна има 1 градски округ, 10 градова, 5 великих села и 93 села.
Срески градови: Једини град у овом звању и правима је седиште жупаније, град Сексард Szekszárd.
Градови-општине су (у заградама су оригинална имена на мађарском језику):
- Батасек
- Боњхад
- Домбовар
- Дунафелдвар
- Ђенк
- Нађмањок
- Пакш
- Тамаши
- Толна
- Шимонторња

### Села
Сеоске општине су (у заградама су оригинална имена на мађарском језику):
| - Алшонана ; - Алшоњек ; - Апархант ; - Атала ; - Бата ; - Батаапати ; - Белешка ; - Бикач ; - Бођисло ; - Боњхадварашд ; - Белчке ; - Варшад ; - Вараља ; - Вардомб ; - Варонг ; - Герјен ; - Грабоц ; - Далманд ; - Деч ; - Диошберењ ; - Дебрекез ; - Дунасентђерђ ; - Дуж ; - Ђере ; - Ђеркењ ; | - Ђулај ; - Ертењ ; - Ечењ ; - Завод ; - Зомба ; - Ирегсемче ; - Измењ ; - Јагонак ; - Кајдач ; - Какашд ; - Калазно ; - Капошпула ; - Капошсегче ; - Кесехидегкут ; - Кећ ; - Кишдорог ; - Кишмањок ; - Кишсекељ ; - Киштормаш ; - Кишвејке ; - Кочола ; - Копањсанто ; - Келешд ; - Курд ; - Лапафе ; | - Ленђел ; - Мадоча ; - Мађаркеси ; - Медина ; - Мисла ; - Морађ ; - Мечењ ; - Мучфа ; - Мучи ; - Мурга ; - Нађдорог ; - Нађкоњи ; - Нађсекељ ; - Нађсокољ ; - Нађвејке ; - Нак ; - Неметкер ; - Озора ; - Палфа ; - Пари ; - Пинцехељ ; - Пербељ ; - Пустахенче ; - Регељ ; - Сакадат (Толна) ; | - Сакаљ ; - Сакч ; - Салка ; - Саразд ; - Седреш ; - Тенгелиц ; - Тевел ; - Толнанемед ; - Удвари ; - Ујирег ; - Фад ; - Фацанкерт ; - Фелшенана ; - Фелшењек ; - Фиргед ; - Харц ; - Хеђес ; - Цико ; - Чибрак ; - Чикоштетеш ; - Шарпилиш ; - Шарсентлеринц ; - Шиоагард ; |

 означене општине су „велика“ села.